# Pro bono
Pro bono (від лат. pro bono publico, дослівно — для суспільного добра) — фраза, яка означає послуги, що надаються добровільно і безкоштовно, для користі громади, особливо для тих осіб, які не мають коштів для оплати цих послуг. Послуги pro bono, головним чином, надають юридичні фірми, а також маркетингові, консалтингові, технологічні фірми, медики і шпиталі (зазвичай університетські шпиталі, наукові клініки й інститути). Існують також фонди, які використовують зворот pro bono для підкреслення характеру своєї діяльності.
Правники в більшості штатів США серед етичних засад діяльності, встановлених своєю правничою асоціацією (англ. American Bar Association), мають обов'язок щорічно відпрацювати щонайменше 50 годин послугами pro bono.

## Щорічні конференції pro bono
- The European Pro Bono Forum [Архівовано 17 серпня 2010 у Wayback Machine.]
- National Pro Bono Week [Архівовано 8 листопада 2009 у Wayback Machine.]